# Batalla de Agnadello
La batalla de Agnadello fue una de las más significativas batallas en la Guerra de la Liga de Cambrai, y una de las mayores batallas de las Guerras Italianas.

## Trasfondo
El 15 de abril de 1509, un ejército francés al mando del rey Luis XII de Francia salió de Milán e invadió el territorio de la República de Venecia. Para detener el avance enemigo, los venecianos reunieron un ejército mercenario, cerca de Bérgamo, comandado por Bartolomeo d'Alviano y Niccolò di Pitigliano, ambos pertenecientes a la familia Orsini. Con órdenes explícitas de evitar una confrontación directa con los franceses, tratando de pasar las próximas semanas hostigándoles mediante pequeñas escaramuzas. 
El 9 de mayo de 1509, sin embargo, Luis XII había cruzado el Adda por Cassano d'Adda. Alviano y Pitgliano acamparon junto a Treviglio, sin un plan claro, pues Alviano era partidario de desobedecer las órdenes y atacar a los franceses; finalmente decidieron desplazarse hacia el sur, buscando una posición mejor en las inmediaciones del río Po. Uno de sus generales, Giorgio Corner, hubo de retirarse por enfermedad y fue inmediatamente sustituido por Andrea Gritti.
El 14 de mayo de 1509, mientras el ejército veneciano se desplazaba hacia el sur, Alviano se topó con un destacamento al mando de Seigneur de Chaumont, que previamente había establecido sus tropas en los alrededores de Agnadello.

## Batalla
Alviano posicionó sus tropas, del orden de ocho mil hombres, en un promontorio sobre unos viñedos. De Chaumont intentó atacar primero con caballería y después con piqueros suizos. Pero los franceses, en desventaja debido a su posición colina abajo y teniendo que atravesar surcos de riego embarrados por la lluvia, fueron incapaces de romper las líneas venecianas. 
Pitigliano había seguido avanzando y llevaba un trecho de ventaja a su primo Alviano cuando este enfrentó a los franceses. Respondiendo a la petición de ayuda de Alviano, mandó una nota sugiriendo que se debería evitar una batalla abierta, y continuó su marcha rumbo al sur.
Mientras tanto, Luis XII, al mando del resto del ejército francés, había alcanzado Agnadello. Los franceses ahora rodeaban a Alviano por tres frentes y procedieron a neutralizar sus fuerzas durante las próximas tres horas. La caballería veneciana no aguantó y huyó; el mismo Alviano fue herido y capturado y más de cuatro mil de sus hombres murieron. 

## Posterioridad
Aunque Pitigliano había evitado el enfrentamiento directo, cuando las noticias de la batalla le llegaron por la tarde, la mayoría de sus hombres desertaron en menos de un día. Los franceses seguían avanzando, por lo que optó por retirarse hacía Treviso y Venecia. Luis procedió a ocupar la parte de Lombardía que todavía no controlaba avanzando hasta Peschiera del Garda.
La derrota veneciana supuso en junio la entrega a la Corona de Aragón de las fortalezas que aún conservaba en el sur de Italia (Bríndisi, Mola di Bari, Monopoli, Polignano a Mare, Otranto y Trani).